# Віфавара
Віфавара́ ; Каср ель Яхуд, Каср аль Ехуд, Каср аль Яхуд (рос. Виөавара, Вифавара́ від грец. Βηθαβαρᾶ, Βηθααβαρά, Βηθαβαρά; івр. בית עברה; араб. قصر اليهود; англ. Qasr Al Yahud, Qasr el Yahud, Kasser Al Yahud) — у перекладі «будинок переправи», «місце броду»; місцевість на річці Йордан, в 4 км на північ від впадання річки Йордан у Мертве море, де знаходилася переправа (брід) через згадану річку (Ів. 1:28). У ранніх грецьких рукописах Нового Заповіту називають це місце «Віфанія Зайорданська» (грец. Βηθανία πέραν τοῦ ᾿Ιορδάνου, сучасне англ. Bethany Beyond the Jordan). Розташоване у північно-східному боці від Єрусалиму, на відстані 30 англійських миль від Єрусалиму; де було містечко Беф-Вара (книга Суддів VII, 24) або Віфвара від «Бейт Авара» («дом на переправі»), і назва котрого вплинула на іменування даної переправи. Поруч з назвою Віфавари з грецької є єврейська назва цього місця Каср аль Яхуд, та арабська — Мартаса.

## Історія
- Згідно з християнським переказом Ісус Христос прийняв Хрещення від Івана Предтечі. Ця подія донині святкується християнами як Хрещення Господнє. Новий Заповіт описує дану подію (Ів. 3:21-22). За часів земного життя Ісуса Христа Віфавара була широко відомою переправою через р. Йордан, що слугувала паломникам мандруючим з Галілеї, котрі йшли до Єрусалиму через Зайордання, в обхід Самарії (з метою уникнення спілкування з самаритянами). Та за маршрутом — з Єрусалиму в Єрихон, а далі через «Ваді Харар» до пагорбу святого пророка Іллі і потім на «гору Мойсея» (гора Нево)[2]. У цьому місці «перейшла Йордан, йдучи від Єрихону» відома паломниця у 385 році Еґерія, описуючи свою подорож у Святу Землю[2].
- А також раніше тої події «сини Ізраїлеві» разом з Ісусом Навином переходили р. Йордан (період 1550–1200 років до н.д.), залишивши на місці тамтешнього переходу жертовник з 12 каменів відповідно числа племен Ізраїля), а потім вступили у «землю обітовану». Старий Заповіт описує цю подію в книзі Ісуса Навина (Нав. 3:14-17). Річка Йордан була кордоном у той період, коли згадується у Старому Завіті. А «земля обітована» — це духовний символ церкви: увійти до церкви і стати її членом, немов перейти р. Йордан. Перехід через Йордан став також символом Хрещення, і «хрещенські купелі» є символом Йордану[6].

- У «Бурдігальскім ітінерарії» (333 р.) навпроти «долини Хрещення» вказується пагорб, звідки «вознісся на небо» пророк Ілія[7]. Ця місцевість знаходиться на відстані 30 миль від Єрусалиму, і в ній знаходилося місто Бет-Вара (Беф-Вара), що згадується у книзі Суддів (Суд. 7:24-25).

Євсевій Кесарійський (*263—†339) свідчив про це місце, що «ще і донині багато хто з братів вважає за честь прийняти омовіння» там (Euseb. Onom. 58).
- Від часів перших християн Віфавара стала місцем паломництва і тому була відмічена будівлями для богослужіння та паломництва. На цьому місці, що віднайдене вченими археологами, базиліка перебудовувалася не менш як п'ять разів — навіть у V та VI ст., оскільки її постійно руйнували розливи річки й землетруси.

У творі «Про розташування Святої Землі» латинського паломника архідиякона Феодосія (V–VI ст.) повідомляється, що на місці Хрещення Господа була споруджена мармурова колона, увінчана залізним хрестом. Що поруч була церква монастиря «святого Івана Предтечі», збудована за часів візантійського імператора Анастасія I (у 491–518 рр.). Монахи, котрі мешкали там отримували з казни по 6 золотих монет на рік кожний (Theodos. De situ Terrae Sanctae. 20). За свідченням літописця Феодосія (близько 530 р.) ця базиліка була на місці Хрещення Господа, одразу на березі згаданої річки.
У 670 р. Аркулфій з Франції залишив відомості: «… На закруті річки стоїть невелика квадратна церква, побудована, як стверджують, на тому місці, де покоїлася знята Господом одежина, у той самий час як Він хрестився. Туди не можна ступити, тому що вона (церква) спирається на чотири кам'яні зводи, що піднімаються над протікаючою внизу водою».
Руїни цього храму були віднайдені археологами в 1996 р.. У вівтарній частині базиліки розташовувався баптистерій, над тим місцем, де і був хрещений Спаситель Ісус Христос. До води з базиліки вели мармурові сходинки. Що підтверджувало відомості
паломника Антоніна з П'яченци, котрий в 570 р. відвідав це місце засвідчивши: «Поруч із Йорданом… Де Господь був хрещений, у місці, де вода повернулася у своє русло… Мармурові сходинки ведуть у воду». Археологи виявили на сходинках «епіграфічну» пам'ять про лицарів-хрестоносців Готфріда Бульйонського, котрі подібно як і в Храмі Гробу Господнього, залишили зображення хрестів вістрями своїх мечів, а також — «автографи» воїнів Салах ад-Діна.
Під час археологічних розкопок в околицях Віфавари були виявлені основи колони, що являє собою мармурову плиту у вигляді квадрату зі стороною в 2 м. Археологічні дослідження в 1994–1996 рр. у Ваді-ель-Харар (на східному березі р. Йордан назване арабською «Ваді» як «сухе річище» та «Харар» — «гримляче» водою через зміни русла річки) виявили залишки храму з мозаїкою III ст., візантійський монастирський комплекс V–VI ст., що складається з північної, західної і так званої прямокутної церкви та інших будівель.
- До 2011 р. дане місце у зв'язку з проходженням міжнародного кордону між державами Ізраїль і Йорданією було закрито для масового відвідування, та облаштоване інше місце — Ярденіт.
- Після 12 липня 2011 р. місце Хрещення Господнього Віфавара знаходиться на території сучасної держави Ізраїль і управляється «Товариством охорони національних парків». Тому нині воно відкрито для відвідування паломниками і туристами. За традицією на Водохресний святвечір 18 січня, тут здійснюється чин великого освячення води Патріархом Єрусалимським, який потім спускається до води річки Йордан і занурює богослужбовий хрест в її воду. Також за традицією під час урочистої церемонії в повітря ним випускається білий голуб на згадку про подію Богоявлення.

## Галерея

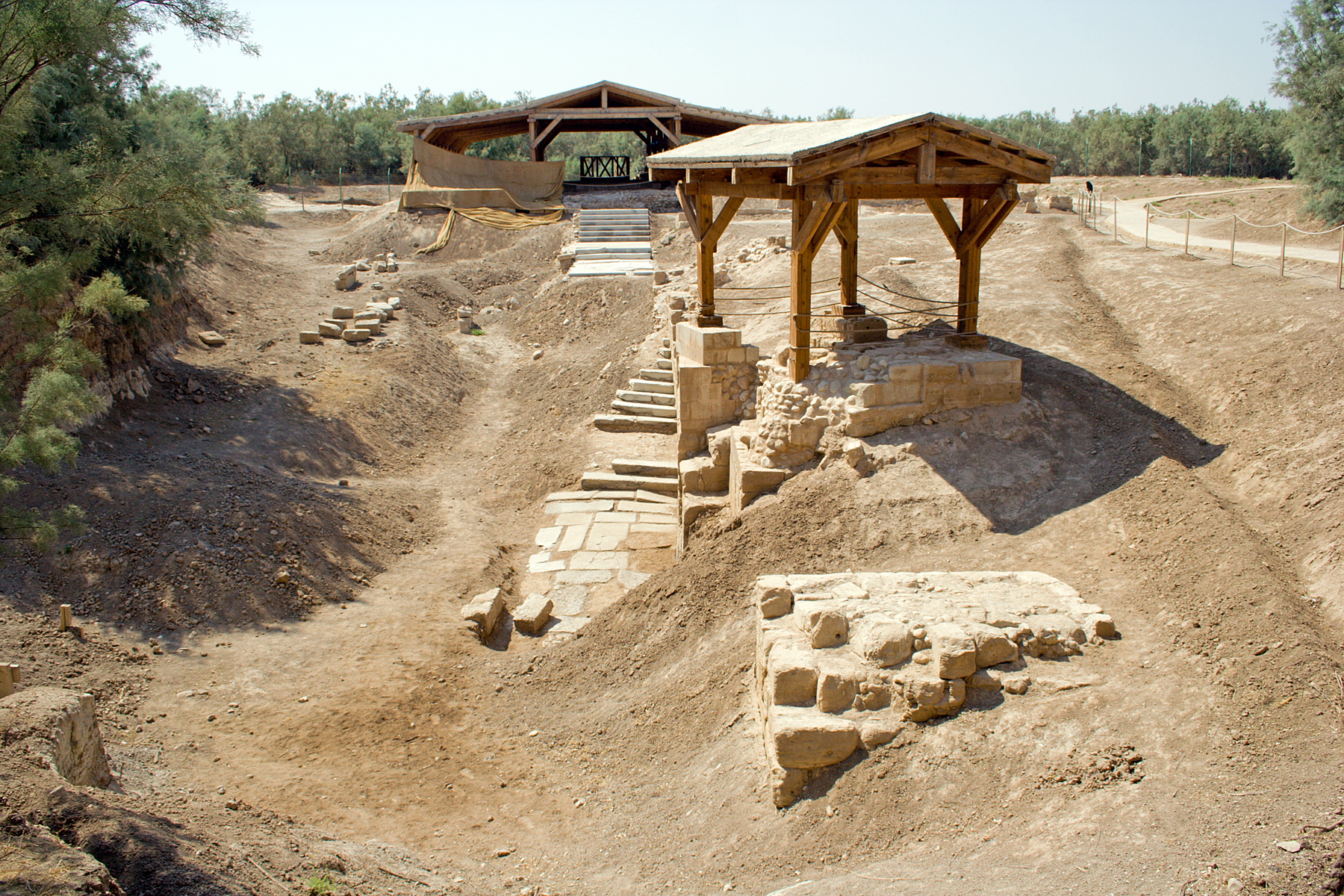
Розкопки залишку місця «Віфанія за Йорданом», в сучасній Йорданії
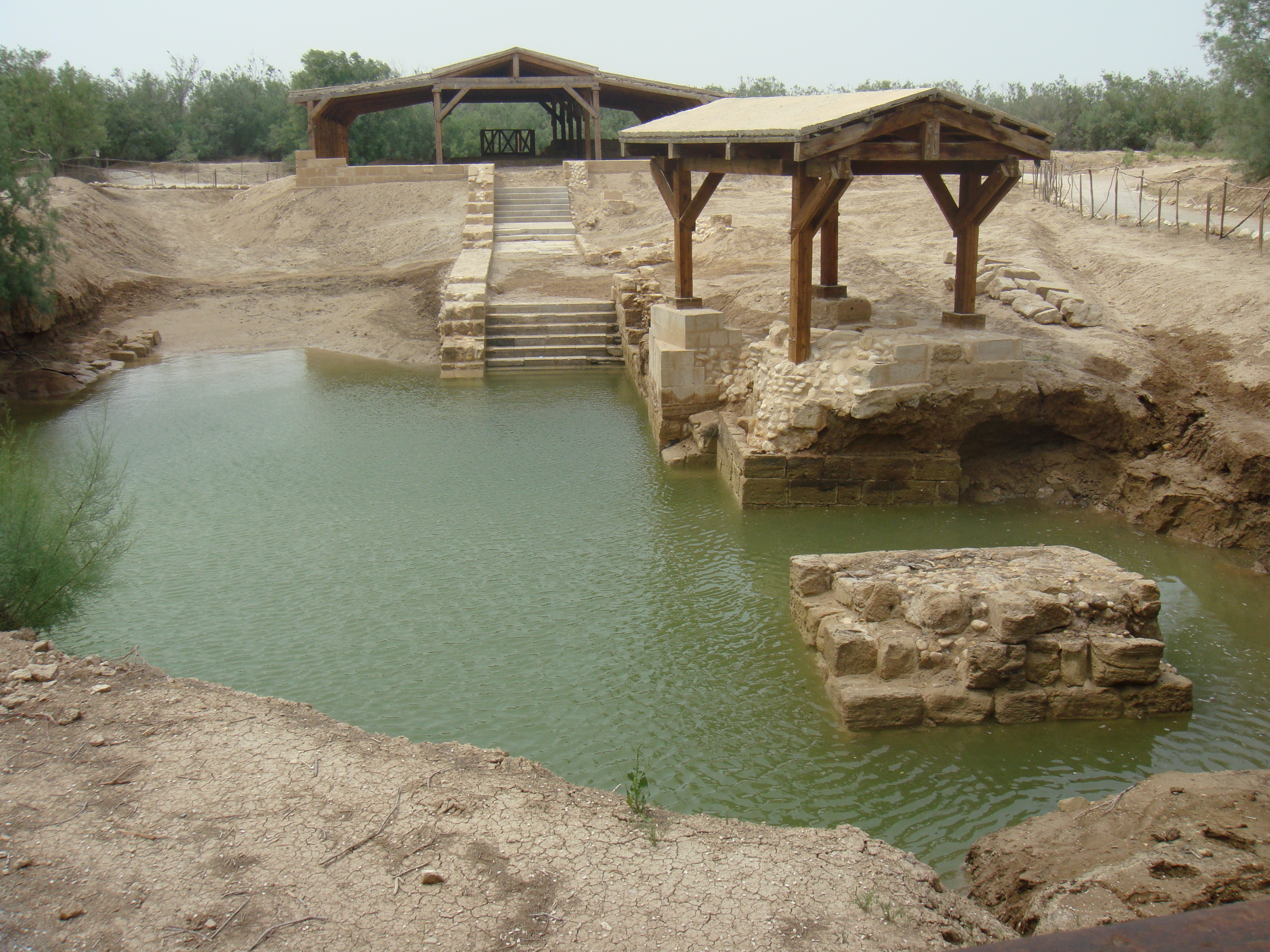
Розкопки залишку місця «Віфанія Зайорданська», в сучасній Йорданії, після зміни русла річки Йордан (31°50′18″ пн. ш. 35°32′21″ сх. д.)
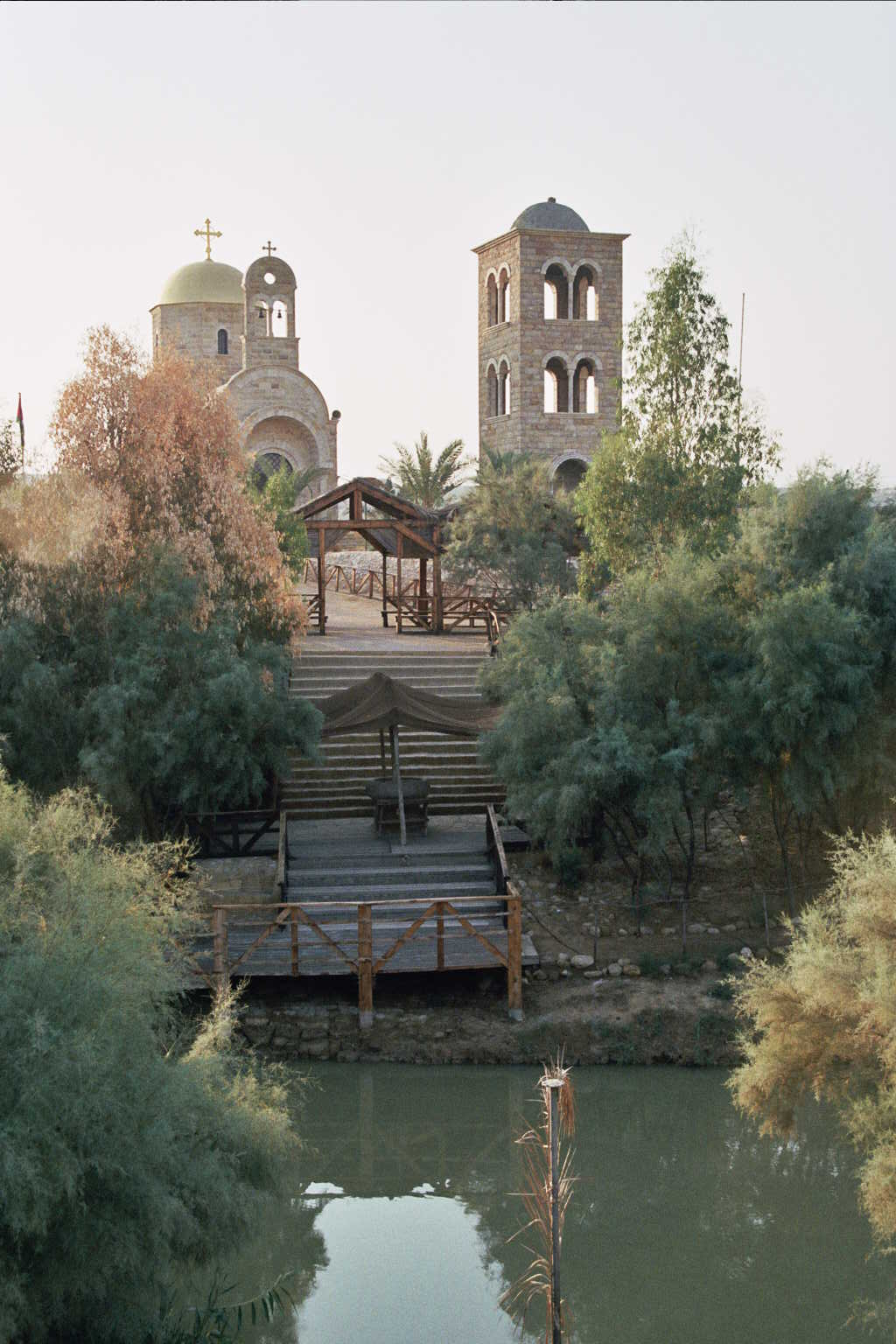
церква «Святого Івана Хрестителя» на річці Йордан - Каср ель Яхуд, в сучасному Ізраїлі, на кордоні з Йорданією (31°50′13″ пн. ш. 35°32′50″ сх. д.)
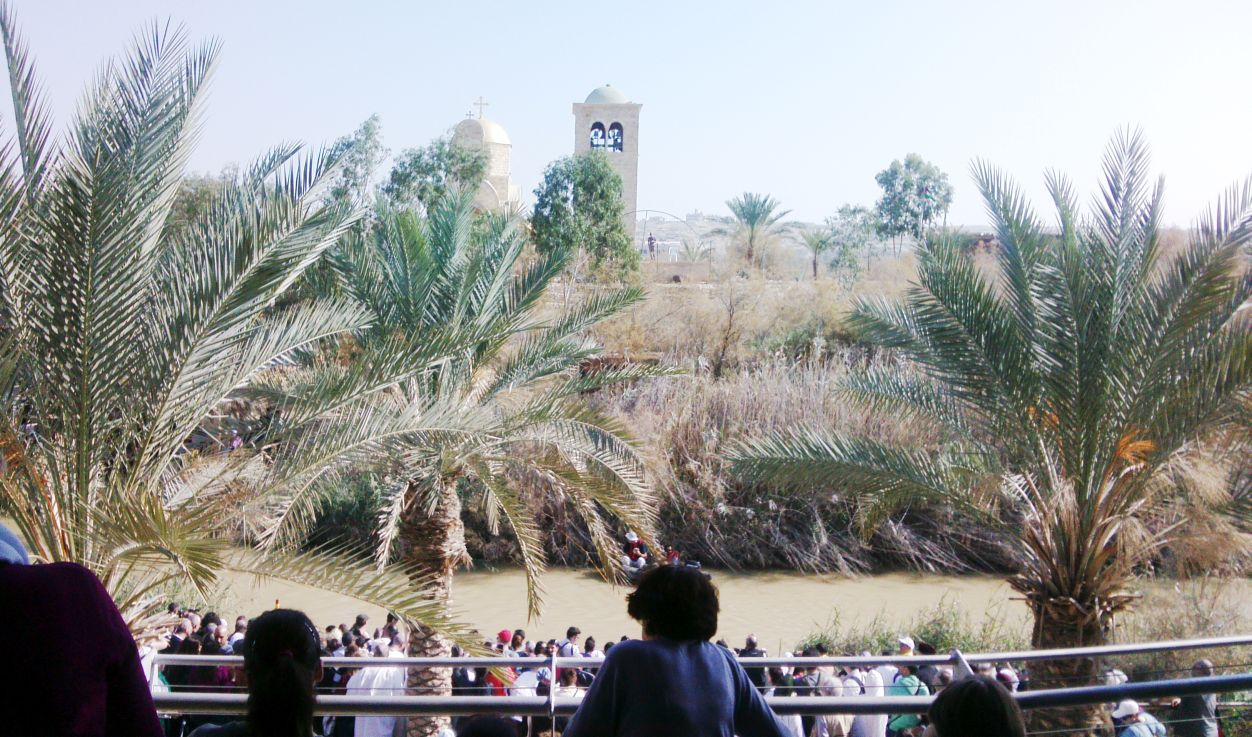
18 січня 2014 року, Віфавара (вид на церкву «Святого Івана Хрестителя» з тераси паломників), в сучасному Ізраїлі (на кордоні з Йорданією)